# Нада Абруш
Нада Абруш (рођена 19. децембра 1951. у Сплиту) је хрватска позоришна, филмска и телевизијска глумица. Најпознатија је по улози Ане Метлице у серији Наше мало место, као и по дугогодишњем раду у загребачком позоришту Комедија.

## Биографија
Своју прву филмску улогу остварила је као тинејџерка у филму Недеља (1969), у режији Лордана Зафрановића. Студије глуме завршила је на Академији драмских уметности у Загребу.
Од 1979. године постаје стална чланица ансамбла Позоришта Комедија у Загребу, где је остала до пензионисања 2016. године.

## Каријера

### Позориште
Абруш је наступала у бројним позоришним комадима, посебно у мјузиклима и комедијама. Играла је у представама као што су:
- Јалта, Јалта
- Љубав у залеђу
- Губец-бег

### Телевизија и филм
На телевизији се прославила улогом Ане Метлице у серији Наше мало место (1970–1971). Поред тога, глумила је у серијама:
- Вело мисто
- Не дај се, Нина
- Љубав у залеђу
- Куд пукло да пукло
- Луд, збуњен, нормалан

Наступала је и у неколико међународних филмова, попут:
- Transylvania 6-5000 (1985)
- Fatal Sky (1990)

### Синхронизација
Позната је и по раду на синхронизацији цртаних филмова и дечјег програма. Њен глас може се чути у:
- Аниманијаци
- Краљ лавова 2
- Артур 3

## Лични живот
Нада Абруш живи у Загребу. И након пензионисања наставила је да буде активна у културном животу, учествујући повремено у представама и телевизијским пројектима.